# Tudi
Pour les articles homonymes, voir Saint Tudy.
Tudi ou Tudy est un prénom breton masculin. Sa forme féminine est Tudine, et sa forme francisée est Tudy. 
Les Tudi sont fêtés le 11 mai en Bretagne, en mémoire de saint Tudy qui a été introduit récemment[Quand ?] le 9 mai dans le calendrier français.
Le nom viendrait du mot breton tud (ou tut), signifiant peuple, aujourd'hui gens.
Il pourrait être l'équivalent de Tugdual si on en croit une controverse hagiographique.
Une localité du nord de la Cornouailles anglaise porte également le nom de St Tudy qui viendrait du nom latin Tudius. Ceci est sans doute à mettre en relation avec l'émigration vers la Bretagne des Cornouaillais celtes après la défaite de Camelford (Gafulford) contre les Saxons en 823.

## Toponymes
Le prénom Tudi est à l'origine  de trois noms de lieux : 
- dans le Pays Bigouden (Sud du Finistère) 
  - Loctudy (Loktudi)
  - l'Île-Tudy (Enez Tudi)

- Port-Tudy (Porzh Tudi) dans l'île de Groix.